# Fundación Joaquín Díaz
La Fundación Joaquín Díaz es una entidad cultural española sin ánimo de lucro dependiente de la Diputación de Valladolid, cuyo objetivo es potenciar el conocimiento, la valoración y la difusión de la cultura tradicional. Fue creada en 1994 a partir del Centro Etnográfico nacido en 1985, cuando el folklorista Joaquín Díaz ofreció sus colecciones (grabados de trajes, pliegos de cordel, biblioteca, fonoteca e instrumentos) para que fueran expuestos en una casona del siglo XVIII que la Diputación provincial tenía en Urueña (Valladolid, España). Dicha sede etnográfica fue inaugurada en marzo de 1991, abierta a la investigación, el turismo y el público curioso.

## Casona de La Mayorazga

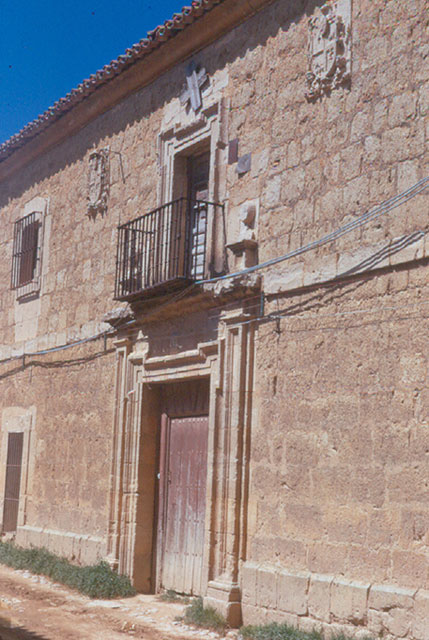
Aspecto original de la Casona de la Mayorazga, antes de ser museo etnográfico.

La Casona de La Mayorazga, que acoge el museo y los fondos de la fundación en la localidad castellana de Urueña , data del inicio del siglo XVIII, como propiedad del obispo Alonso de Mena y Borxa, nacido en Urueña en 1643 y muerto en Calahorra en 1714, donde el prelado tenía su diócesis. Aún inconclusa a su muerte, la obra fue continuada por un sobrino suyo, Alonso Pérez de Mena y Borxa, Regente de la Audiencia de Navarra. Los dos escudos de armas que campean en la portada principal del edificio marcan el final de las obras como homenaje al obispo que las impulsó. Más tarde, el edificio fue heredado por los sucesores del mayorazgo de los Mena hasta que en 1757 pasó a manos de los Pérez-Minayo, otra vieja familia de Urueña.
En la década de 1970 fue comprada por la Diputación de Valladolid con la intención de convertirlo en Parador de turismo. Sin embargo, en abril de 1985, la Institución Provincial pactó la instalación del Centro Etnográfico, que sería instalado tras las obras de rehabilitación del edificio en 1990 e inaugurado oficialmente el 22 de marzo de 1991.

## Patronato
Los patronos de la Fundación son, además del propio Joaquín Díaz y la Diputación de Valladolid, la Junta de Castilla y León, Fundos, el Ministerio de Cultura y Deporte, la Fundación SGAE y la Universidad de Valladolid.